# Углы (Калинковичский район)
Углы (бел. Вуглы) — деревня в Озаричском сельсовете Калинковичского района Гомельской области Белоруссии.

## География

### Расположение
В 28 км на северо-запад от Калинкович, 21 км от железнодорожной станции Холодники (на линии Жлобин — Калинковичи), 151 км от Гомеля.

### Гидрография
На востоке река Виша и мелиоративные каналы.

## Транспортная сеть
Транспортные связи по просёлочной, затем автомобильной дороге Калинковичи — Бобруйск. Планировка состоит из чуть изогнутой улицы, близкой к меридиональной ориентации и застроенной деревянными крестьянскими усадьбами.

## История
По письменным источникам известна с XVIII века как деревня в Мозырском повете Минского воеводства Великого княжества Литовского. После 2-го раздела Речи Посполитой (1793 год) в составе Российской империи. Обозначена на карте 1866 года, использовавшейся Западной мелиоративной экспедицией работавшей в этих местах в 1890-х годах. В 1879 году значится в Новосёлковском церковном приходе. Согласно переписи 1897 года в Крюковичской волости Речицкого уезда Минской губернии работала часовня. В 1918 году открыта школа, которая разместилась в наёмном крестьянском доме.
В 1929 году организован колхоз, работала кузница. В 1930-х годах для школы построено собственное здание (в 1935 году 65 учеников). Во время Великой Отечественной войны 62 жителя погибли на фронте. Согласно переписи 1959 года в составе совхоза «Березнянский» (центр — деревня Крюковичи), работал магазин.
До 12 ноября 2013 года входила в Крюковичский сельсовет. После упразднения сельсовета присоединена к Озаричскому сельсовету.

## Население
- 1795 год — 12 дворов.
- 1897 год — 18 дворов, 214 жителей (согласно переписи).
- 1908 год — 39 дворов, 257 жителей.
- 1925 год — 64 двора.
- 1959 год — 405 жителей (согласно переписи).
- 2004 год — 63 хозяйства, 108 жителей.